# Янін Анатолій Олександрович
Анатолій Олександрович Янін (нар. 1 січня 1929, Баку — пом. 2001) — український живописець; член Спілки художників України.

## Біографія
Народився 1 січня 1929 року в місті Баку (тепер Азербайджан). 1949 року закінчив Азербайджанське художнє училище імені Азіма Азім-заде; 1955 року — Київський художній інститут (викладачі Михайло Шаронов, Сергій Єржиковський, Олександр Сиротенко, Карпо Трохименко, Михайло Іванов, Леонід Чикан). Дипломна робота — полотно «Арешт Свердлова». Член КПРС з 1961 року.
Жив в Києві, в будинку на вулиці Кіквідзе № 30 а, квартира 43. Помер у 2001 році.

## Творчість
Працював в галузі станкового живопису, писав тематичні картини. Серед робіт:
- «Останній лист» (1957);
- «З оточення» (1960);
- «Ні кроку назад» (1964);
- «Земляки» (1967);
- «Чапаєв» (1967);
- «Були перші дні» (1968);
- «Йшов 1918 рік…» (1969).

Брав участь у всеукраїнських виставках з 1957 року.